# Lauren Cohan
Lauren Cohan, nata Lauren Storholm (Cherry Hill, 7 gennaio 1982), è un'attrice e modella statunitense.

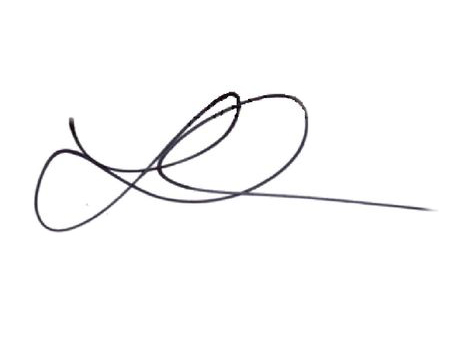
Firma di Lauren Cohan

È nota principalmente per il ruolo di Maggie Greene nella serie televisiva di AMC The Walking Dead e nel suo spin-off Dead City,nonché per quelli di: Bela Talbot nella serie televisiva Supernatural; di Rose in The Vampire Diaries; di Vivian Volkoff in Chuck; di Frankie Trowbridge nel film Whiskey Cavalier e per aver dato la voce a War Woman nella serie animata Invincible.  Nel corso della sua carriera, ha inoltre avuto ruoli di rilievo nei film Maial College 2, The Boy, All Eyez on Me e Red Zone - 22 miglia di fuoco. Ha interpretato il personaggio dei fumetti DC Comics Martha Wayne nel film del DC Extended Universe Batman v Superman: Dawn of Justice.

## Biografia
Lauren Storholm è nata a Cherry Hill, nel New Jersey, da padre statunitense, Paul Storholm, e madre britannica, di origini scozzesi, Susan Moorhouse, nativa di Glasgow, ma di discendenze irlandesi e norvegesi. Dopo il divorzio dei genitori è stata affidata alla madre che, nel 1987, si è risposata convertendosi all'ebraismo e Lauren, che all'epoca aveva cinque anni, ha quindi preso il cognome del patrigno Matthew Cohan. Dalle seconde nozze dei genitori biologici ha quattro fratellastri e due sorellastre minori; uno dei quali è lo chef privato di Beverly Hills Daniel Cohan, mentre le sorellastre sono la product manager di Expedia Group Sabrina Cohan e la contabile Alia Cohan che, nel gennaio 2020, dal marito Tom Finnerty, ha avuto una figlia, Isla.
Educata alla religione ebraica sin dalla conversione materna, compiuti i dodici anni ha celebrato il bat mitzvah. Dopo aver vissuto per un anno in Georgia, nel 1995, a tredici anni, si trasferisce con la famiglia nel Regno Unito, stabilendosi nel Surrey.
Inizialmente desiderosa di diventare psicologa infantile, Lauren Cohan frequenta il King Alfred's College (oggi Università di Winchester), dove si appassiona ed inizia a studiare teatro e letteratura inglese, conseguendo un Bachelor of Arts, oltre ad unirsi a una compagnia teatrale co-fondata dall'università. Negli anni universitari ha inoltre frequentato corsi di scherma e kickboxing.
Dopo aver lavorato come cameriera, tra i diciotto e i ventidue anni intraprende brevemente la carriera di modella per la collezione estiva di Virgin Ware e qualche altra agenzia d'abbigliamento. Nel 2000 esordisce come comparsa in un episodio della serie per la Fox Malcolm.

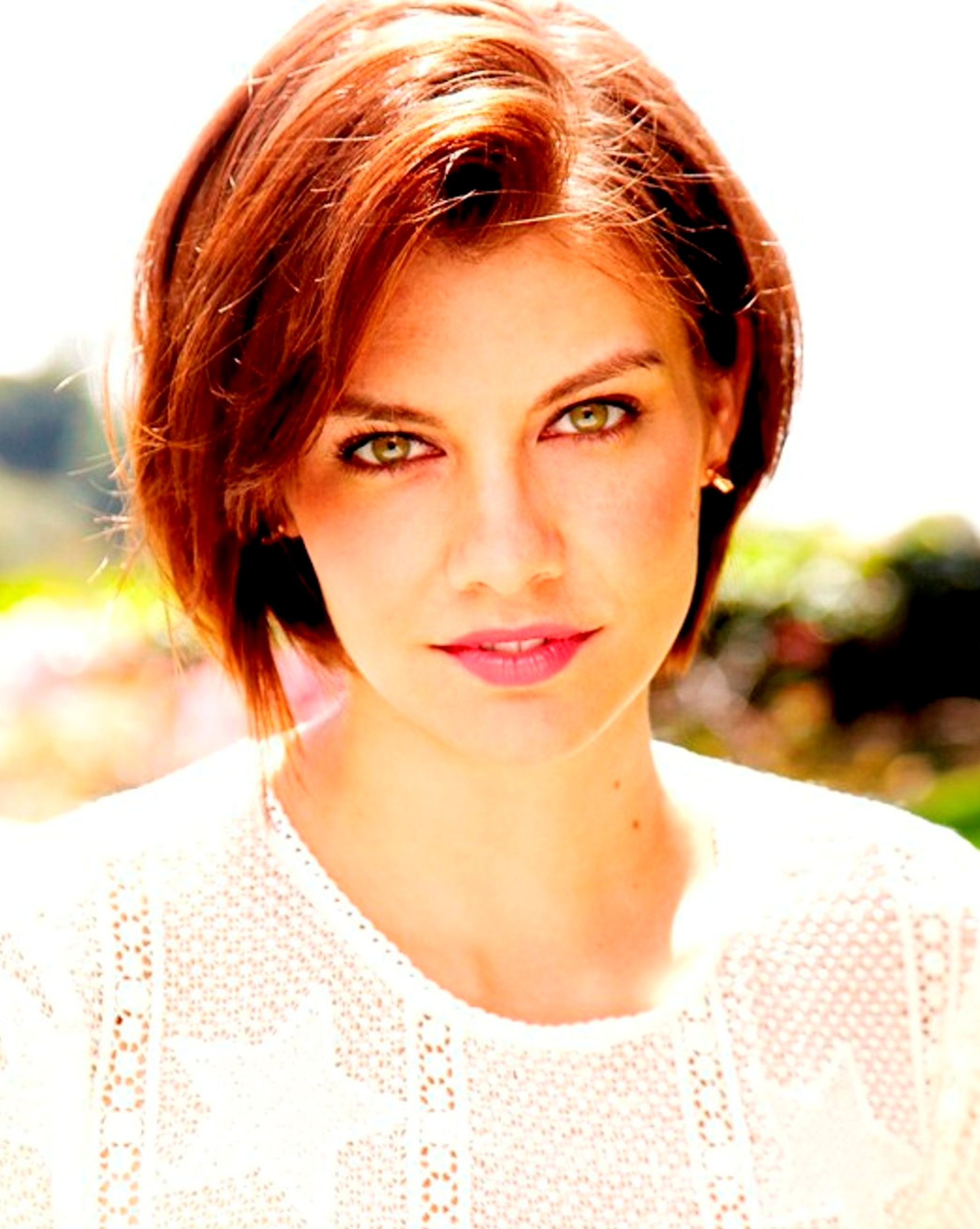
Lauren Cohan nel 2012

Iniziando a dividere il suo tempo tra Londra e Los Angeles, nel 2005 debutta al cinema, prendendo parte al film, diretto da Lasse Hallström, Casanova, nel quale interpreta la parte di Beatrice, una suora che viene sedotta dal protagonista, Giacomo Casanova (Heath Ledger). Lo stesso anno è nel cortometraggio The Quiet Assassin, scritto e diretto da Alex Hardcastle, in cui interpreta la parte di Alessia, giovane amante del protagonista Jimmy Law (Simon Greenall). Nel 2006, recita in Maial College 2, sequel di Maial College, nel ruolo di Charlotte Higginson, interesse sentimentale del protagonista. L'anno successivo entra nel cast di Float, dove interpreta Emily Fulton, la figlia del proprietario di una gelateria.
Tra il 2007 e il 2008, Lauren Cohan viene scritturata per interpretare Bela Talbot, una mercenaria ladra di oggetti magici che appare in sei episodi della terza stagione della serie televisiva Supernatural. Il personaggio le dà grande popolarità, ma ottiene delle recensioni molto negative da parte della critica e dei fan, che fanno sì venga eliminato dalla serie nonostante l'iniziale proposito di Eric Kripke di renderla un membro fisso del cast.
Negli anni successivi prende parte, in qualità di guest star, a numerose serie televisive quali: Beautiful, Valentine, Life, CSI: NY, Cold Case - Delitti irrisolti e Modern Family mentre, nel 2010, interpreta il personaggio ricorrente dell'enigmatica vampira cinquecentenaria Rose Famil in sei episodi della seconda stagione di The Vampire Diaries. Parallelamente prende parte al film indipendente Young Alexander the Great, nelle vesti della donna guerriera Leto; al cortometraggio tragicomico Practical, nei panni di sé stessa, e al thriller incompiuto Disturbed, nel ruolo di Claire, una ricercatrice di medicina. Viene inoltre scritturata come protagonista di Heavently, episodio pilota di un legal drama di The CW incentrato sulle vicende di Lily, un'avvocatessa che collabora con un angelo caduto nel risolvere i suoi casi, tale progetto non viene però sviluppato come serie.
Dopo qualche anno d'assenza dal grande schermo, nel 2011, partecipa al film Death Race 2, prequel di Death Race, nei panni della spietata ex-Miss Universo e organizzatrice di corse d'automobili September Jones, al fianco di Sean Bean e Danny Trejo. Nel febbraio dello stesso anno ottiene il ruolo dell'antagonista di Vivian Volkoff nella quarta stagione di Chuck. A ottobre dello stesso anno le viene assegnata la parte di Maggie Greene in The Walking Dead e, dal 2012, con l'inizio della terza stagione, entra tra le file del cast principale della serie. Grazie alla popolarità raggiunta con il ruolo, nel corso del 2013, Lauren è compare come ospite nei talk shaw di Conan O'Brien, Katie Couric e Larry King. Viene inoltre immortalata da Three Owl Media, Esquire, Eidén e Maxim.
Il 22 agosto 2013 viene ufficializzato il suo ingresso nel cast corale del film diretto da John Herzfeld Reach Me - La strada per il successo, al fianco di Thomas Jane e Sylvester Stallone. La pellicola è uscita nelle sale statunitensi il 21 novembre 2014. Nel 2016 prende parte al film DC Extended Universe Batman v Superman: Dawn of Justice, di Zack Snyder, nei panni di Martha Wayne (madre di Bruce Wayne / Batman) e interpreta Greta, la protagonista del film The Boy di William Brent Bell. Nel 2019 è protagonista della serie televisiva Whiskey Cavalier, al fianco di Scott Foley.

## Filmografia parziale

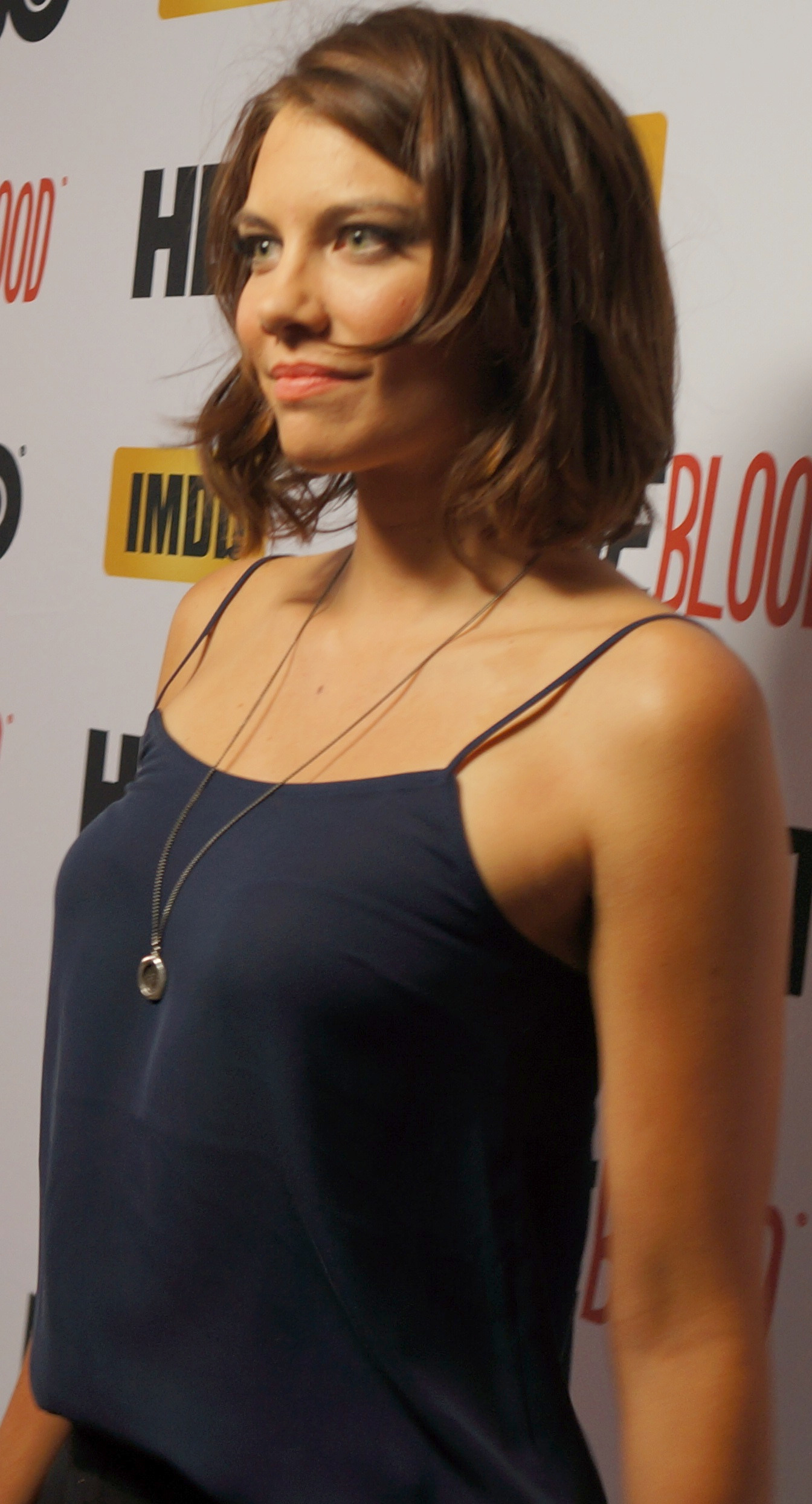
Lauren Cohan nel 2013

### Attrice

#### Cinema
- Casanova, regia di Lasse Hallström (2005)
- The Quiet Assassin, regia di Alex Hardcastle - cortometraggio (2005)
- Maial College 2 (Van Wilder 2: The Rise of Taj), regia di Mort Nathan (2006)
- Float, regia di Johnny Asuncion (2008)
- Practical, regia di Jesse Shapiro - cortometraggio (2010)
- Young Alexander the Great, regia di Jalal Merhi (2010)
- Disturbed, regia di Bill Eagles (2010)
- Death Race 2, regia di Roel Reiné (2011)
- Death Race 3 - Inferno (Death Race: Inferno), regia di Roel Reiné (2012)
- Reach Me - La strada per il successo (Reach Me), regia di John Herzfeld (2014)
- The Boy, regia di William Brent Bell (2016)
- Batman v Superman: Dawn of Justice, regia di Zack Snyder (2016) - Martha Wayne
- All Eyez on Me, regia di Benny Boom (2017)
- Red Zone - 22 miglia di fuoco (Mile 22), regia di Peter Berg (2018)

#### Televisione
- Malcolm (Malcolm In The Middle) – serie TV, episodio 1x04 (2000) – non accreditata
- Beautiful (The Bold and the Beautiful) – soap opera, episodio 4986 (2007)
- Supernatural – serie TV, 6 episodi (2007-2008)
- Valentine – serie TV, episodio 1x01 (2008)
- Life – serie TV, episodio 2x20 (2009)
- CSI: NY – serie TV, episodio 6x13 (2010)
- Cold Case - Delitti irrisolti (Cold Case) – serie TV, episodio 7x16 (2010)
- Modern Family – serie TV, episodio 2x05 (2010)
- The Vampire Diaries – serie TV, 6 episodi (2010-2012)
- Chuck – serie TV, 5 episodi (2011)
- Heavenly, regia di Mimi Leder – film TV (2011)
- The Walking Dead – serie TV, 145 episodi (2011-2022)
- Childrens Hospital – serie TV, episodio 4x07 (2012)
- Law & Order - Unità vittime speciali (Law & Order: Special Victims Unit) – serie TV, episodio 14x18 (2013)
- Whose Line Is It Anyway? – serie TV, episodio 9x01 (2013)
- Tim & Eric's Bedtime Stories – serie TV, episodio 1x03 (2014)
- The Mindy Project – serie TV, episodi 4x18-4x19 (2016)
- Whiskey Cavalier – serie TV, 13 episodi (2019)
- The Walking Dead: Dead City – serie TV, 14 episodi (2023-2025)

### Doppiatrice

#### Cinema
- Catwoman: braccata (Catwoman: Hunted), regia di Shinsuke Terasawa (2022)

#### Televisione
- Archer – serie animata, 4 episodi (2014)
- Robot Chicken - serie animata, episodio 9x00 (2017) - Maggie Greene
- Invincible – serie animata, episodio 1x01 (2021)
- Invincible: Atom Eve, regia di Haylee Herrick - film TV (2023)
- Twilight of the Gods - serie animata, episodi 1x02-1x03 (2024)

#### Videogiochi
- Destiny, regia di Jason Jones (2014)

### Regista
- DreamGirl – cortometraggio (2017)
- The Walking Dead: Dead City – serie TV, episodio 2x06 (2025)

### Produttrice
- The Walking Dead: Dead City – serie TV, 14 episodi (2023-2025)

## Riconoscimenti
- BloodGuts UK Horror Awards
  - 2016 - Candiadatura alla miglior attrice per The Boy
- CinEuphoria Awards
  - 2020 - Premio onorario per The Walking Dead
- E! People's Choice Awards
  - 2017 - Candidatura alla miglior attrice in una serie TV tantascienza/fantasy[33]
- Eyegore Awards
  - 2013 - Miglior cast in una serie televisiva per The Walking Dead (condiviso con altri)[34][35]
- iHorror Awards
  - 2017 - Candidatura alla miglior attrice in una serie horror per The Waking Dead
- Satellite Award
  - 2012 - miglior cast in una serie televisiva per The Walking Dead (condiviso con altri)[35]
- Saturn Award
  - 2022 - Miglior attrice non protagonista in una serie televisiva per The Walking Dead[36]
  - 2024 - Candidatura come Miglior attrice in una serie televisiva per The Walking Dead: Dead City

## Doppiatrici italiane
Nelle versioni in italiano delle opere in cui ha recitato, Lauren Cohan è stata doppiata da:
- Chiara Gioncardi in The Walking Dead, Law & Order - Unità vittime speciali, The Walking Dead: Dead City
- Daniela Calò in Life, Chuck, CSI: NY
- Valentina Mari in The Vampire Diaries, Cold Case - Delitti irrisolti
- Stella Musy in Casanova
- Eleonora De Angelis in Maial College 2
- Claudia Catani in Death Race 2
- Myriam Catania in Supernatural
- Francesca Manicone in The Boy
- Georgia Lepore in All Eyez on Me
- Gemma Donati in Red Zone - 22 miglia di fuoco
- Eleonora Reti in Whiskey Cavalier

Da doppiatrice è sostituita da:
- Chiara Gioncardi in Archer, Invincible